# Elbrús Tedéyev
Elbrús Soslánovych Tedéyev –en ucraniano, Ельбрус Сосланович Тедеєв– (Noguir, 5 de diciembre de 1974) es un deportista ucraniano de origen osetio que compitió en lucha libre. Su hermano Dzhambolat también compitió en lucha estilo libre.
Participó en tres Juegos Olímpicos de Verano, obteniendo en total dos medallas: oro en Atenas 2004 y bronce en Atlanta 1996, y el 11.º lugar en Sídney 2000.
Ganó 4 medallas en el Campeonato Mundial de Lucha entre los años 1995 y 2002, y 5 medallas en el Campeonato Europeo de Lucha entre los años 1997 y 2004.

## Palmarés internacional
| Juegos Olímpicos   | Juegos Olímpicos         | Juegos Olímpicos  | Juegos Olímpicos |
| Año                | Lugar                    | Medalla           | Categoría        |
| ------------------ | ------------------------ | ----------------- | ---------------- |
| 1996               | Atlanta (Estados Unidos) | Medalla de bronce | 62 kg            |
| 2004               | Atenas (Grecia)          | Medalla de oro    | 66 kg            |
| Campeonato Mundial |                          |                   |                  |
| Año                | Lugar                    | Medalla           | Categoría        |
| 1995               | Atlanta (Estados Unidos) | Medalla de oro    | 62 kg            |
| 1999               | Ankara (Turquía)         | Medalla de oro    | 66 kg            |
| 2001               | Sofía (Bulgaria)         | Medalla de bronce | 63 kg            |
| 2002               | Teherán (Irán)           | Medalla de oro    | 66 kg            |
| Campeonato Europeo |                          |                   |                  |
| Año                | Lugar                    | Medalla           | Categoría        |
| 1997               | Varsovia (Polonia)       | Medalla de plata  | 63 kg            |
| 1998               | Bratislava (Eslovaquia)  | Medalla de bronce | 63 kg            |
| 1999               | Minsk (Bielorrusia)      | Medalla de oro    | 63 kg            |
| 2003               | Riga (Letonia)           | Medalla de plata  | 66 kg            |
| 2004               | Ankara (Turquía)         | Medalla de plata  | 66 kg            |